# Place du Marché (Vevey)
Pour les articles homonymes, voir Place du Marché.
La place du Marché, également appelée Grand-Place, est une place au centre de la ville vaudoise de Vevey, en Suisse.

## Situation et accès
La place, située en bordure immédiate du lac Léman, sert aujourd'hui de vaste parking, excepté le mardi et samedi matin où est organisé un marché sur une partie de la surface. Avec plus de 17 000 m2, il s'agit de la plus grande place de la ville. Les Veveysans disent que c'est une des plus grandes places d'Europe, mais elle figure en 103e position européenne ou 178e position mondiale sur la liste wikipedia des plus grandes places. L'ouverture sur le lac Léman et la vue sur les montagnes du Chablais lui confèrent un charme particulier et une certaine renommée.
Bordant la place, se trouve le Théâtre de poche, le musée suisse de l'appareil photographique, l'ancienne maison de Mme de Warens, le château de l'Aile et la grenette.

## Historique
Le site accueille marchés et foires depuis le Moyen Âge. Depuis 1801, la place est utilisée pour les démonstrations militaires des cadets locaux. Elle est également le cadre de la Fête des Vignerons qui se tient tous les 25 ans depuis 1797. Depuis 1968, un marché folklorique s'y tient chaque année en été. Chaque deuxième mardi du mois de novembre, la place accueille la foire de la Saint-Martin, qui en 2017, en était à sa 548e édition.
Le site, tout comme la grenette attenante, est inscrit comme bien culturel suisse d'importance nationale.

## Projets
Depuis des années, divers projets de réaménagement ont été élaborés, donnant lieu à de nombreux affrontements politiques au niveau communal, mais sans toutefois trouver de consensus auprès de la population. Il a été question notamment de transformer la place en parc, avec parking souterrain. Voir : .